# Wyspy Dziewicze Stanów Zjednoczonych na Mistrzostwach Świata w Lekkoatletyce 2015
Wyspy Dziewicze Stanów Zjednoczonych na Mistrzostwach Świata w Lekkoatletyce 2015 – reprezentacja Wysp Dziewiczych Stanów Zjednoczonych podczas Mistrzostw Świata w Pekinie liczyła 2 zawodników, którzy nie zdobyli medalu.

## Występy reprezentantów Wysp Dziewiczych Stanów Zjednoczonych

### Mężczyźni
| Konkurencja                | Zawodnik     | Runda 1  | Runda 1 | Półfinał | Półfinał | Finał    | Finał   |
| Konkurencja                | Zawodnik     | Rezultat | Pozycja | Rezultat | Pozycja  | Rezultat | Pozycja |
| -------------------------- | ------------ | -------- | ------- | -------- | -------- | -------- | ------- |
| Bieg na 110 m przez płotki | Eddie Lovett | 13,65    | 27.     | NQ       | NQ       | NQ       | NQ      |

### Kobiety
| Konkurencja   | Zawodniczka            | Runda 1  | Runda 1 | Półfinał | Półfinał | Finał    | Finał   |
| Konkurencja   | Zawodniczka            | Rezultat | Pozycja | Rezultat | Pozycja  | Rezultat | Pozycja |
| ------------- | ---------------------- | -------- | ------- | -------- | -------- | -------- | ------- |
| Bieg na 200 m | LaVerne Jones-Ferrette | 23,83    | 47.     | NQ       | NQ       | NQ       | NQ      |